# Булун-Бажы
Булун-Бажы — село Эрзинского кожууна Республики Тыва. Образует Сарыг-Булунский сумон, где является единственным населённым пунктом.

## География
Расположено в Убсунурской котловине, на реке Эрзин и её притоке Нарын, в 171 км к югу от столицы республики — города Кызыл. В 4 километрах к западу находится центр кожууна (района) — село Эрзин. Около 15 км северо-западнее по левому берегу реки Тес-Хем находится озеро Дус-Холь. Около 20 км к югу расположено пресное озеро Торе-Холь, южная часть которого принадлежит уже Монголии.
Уличная сеть
состоит из 39 географических объектов: Переулок Салчак Тока, Улица Галина Доваатор, Улица Сайзырал, Улица Салчак Тока, Улица Тайбын.
Также есть Абонентский ящик Алгаак.
К селу административно относятся местечки (населённые пункты без статуса поселения):
м. Адыр-Тей, м. Ак-Булун, м. Алгаак, м. Баян-Улан, м. Белдир, м. Биче-Кыштаг, м. Биче-Тайлап, м. Бичии Кун-Сайыр, м. Боом-Баары, м. Бургуту, м. Дус, м. Дыттыг-Арыг, м. Калбак-Даш, м. Кара-Булун, м. Кара-Суг, м. Кара-Хая, м. Кезек-Элезин, м. Кун-Сайыр, м. Кун-Сайыр Бажы, м. Кыргыс-Тей, м. Морзук-Унгуру, м. Нарын Сонгу-Энгир, м. Нарын-Сайыр, м. Соодерлиг, м. Тере-Хол, м. Устуу-Кудук, м. Устуу-Кун-Сайыр, м. Хадын-Бажы, м. Халити, м. Хана-Даш, м. Хутун-Цохээ, м. Чонак-Даш, м. Шуваганчы-Орук

## Население
| 2002 | 2010 | 2011 | 2012 | 2013 | 2014 |
| ---- | ---- | ---- | ---- | ---- | ---- |
| 566  | ↗802 | ↗803 | ↗808 | ↘796 | ↗803 |
| 2015 | 2016 | 2017 | 2018 | 2019 | 2020 |
| ↗811 | ↗814 | ↗819 | ↗826 | ↘812 | ↘809 |
| 2021 |      |      |      |      |      |
| ↘773 |      |      |      |      |      |

## Транспорт
Село связано с Кызылом через село Эрзин с федеральной автодорогой Р257 «Енисей».

## Сотовая связь
В Булун-Бажы, как и в Кызыле, действуют 5 операторов сотовой связи — Билайн, МТС, YOTA,ЕТК и МегаФон.